# 达拉·平措扎西

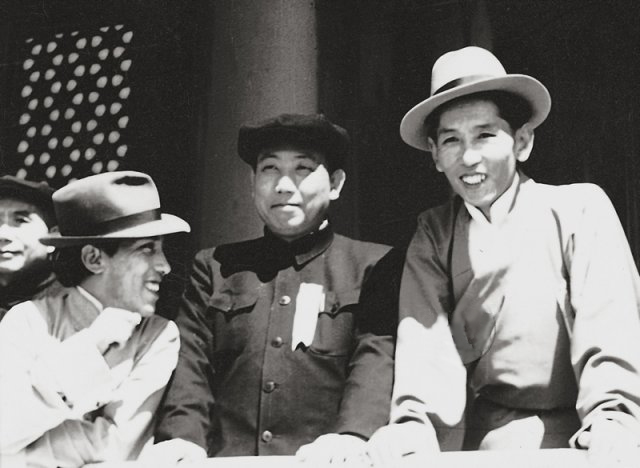
1951年5月1日（国际劳动节），在天安门城楼上。左起：尧西·彭措扎西、詹东·计晋美、阿沛·阿旺晋美

达拉·平措扎西（藏語：ཕུན་ཚོགས་བཀྲ་ཤིས་，威利转写：phun tshogs bkra shis，1922年10月12日—1999年6月9日）其名又作尧西·彭措扎西、尧西达拉·平措扎西（Yabshi Taklha Phuntso Tashi；yab-gshis-stag-lha-phun-tshogs-bkra-shis），汉名黄国祯，青海省湟中县人，第十四世達賴喇嘛的姐夫。

## 生平
1922年10月12日，平措扎西出生在中国青海省湟中县塔尔寺附近的一个叫Chong-tsé（Chungtze）的村子。小时候入村内的汉族学校学习，后又入青海省西宁的蒙古族学校学习。1937年，和達拉·次仁卓瑪结婚。1940年，次仁卓玛的弟弟被选为达赖喇嘛的转世灵童并在西藏拉萨坐床，平措扎西乃和次仁卓玛迁居拉萨。
1943年，达赖喇嘛的哥哥嘉乐顿珠与平措扎西被送到拉萨热振寺一位姓马的汉族教师处学汉语文。因教师身体欠佳，一年后即中止。1946年4月7日，嘉乐顿珠抵达南京，和平措扎西一起进入南京国立政治大学学习。1947年，平措扎西开始为西藏噶厦服务。

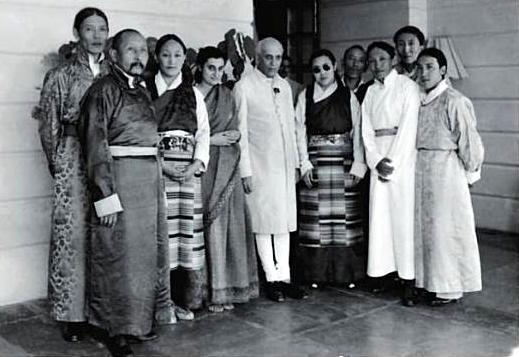
1950年西藏代表團與尼赫鲁合影

1950年，平措扎西作为西藏访问印度代表团成员之一，见到尼赫鲁。
1951年，中国中央人民政府同西藏噶厦政府举行谈判。噶厦政府和谈代表团中，金中·坚赞平措是代表团重要随员，平措扎西为藏文翻译，桑都仁青为英文翻译。噶厦政府和谈代表团的首席代表阿沛·阿旺晋美回忆说：“有个彭措扎西作翻译，尽管会汉话，但却讲的是青海西宁一带的藏话，我的话，他可以听懂一点，他的藏话，我一句也听不懂。我们代表团自己带的翻译尧西·彭措扎西，是逹赖喇嘛的姐夫，他的藏、汉话都不行。所以，大部翻译工作都是由平旺担任。”代表土丹旦达回忆说：“为了便于在返藏后让达赖了解谈判的详细情况，使他接受签订的协议，我们5名西藏谈判代表每次商量问题时，都注意请尧西·彭措扎西参加。”1951年5月23日，《十七条协议》正式签订，5月28日对外公布。

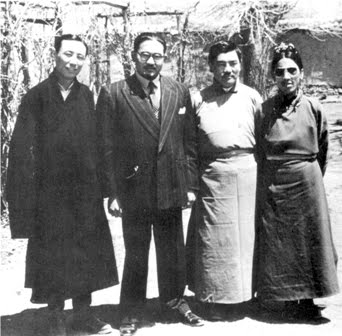
1952年攝於拉萨。右一為平措扎西。

此后，平措扎西曾多次到北京等地参观访问。1952年8月19日，达赖喇嘛给毛泽东主席写了一封信，并附自己的照片，托到北京参观的平措扎西呈交。毛泽东接到信后，于1953年3月8日写了回信，并也“附送最近像片一张，以志纪念。”平措扎西曾任西藏噶厦“外交局”职员。1952年中央人民政府驻西藏代表外事帮办办公室成立后，达赖派平措扎西到外事帮办办公室工作，表明他对外事工作的重视。
1957年，平措扎西被任命为达赖的护卫，一直任至1959年流亡。
1959年，平措扎西随达赖流亡印度。曾参与组织“四水六岗”卫教军及“印藏特种边境部队”。1968年至1986年任流亡政府安全部噶伦。
1964年，妻子次仁卓玛逝世。1967年，续娶格桑央金（Kesang Yangkyi）。
1980年代，他曾参与同中央人民政府的接触。1986年曾访问北京。
1989年，任达赖驻英国伦敦办事处主任。1991年，接受美国之音专访时称：“《十七条协议》是一项不平等、不合理的协议。”次日回到英国，又对英国广播公司重复上述言论。
1999年6月9日，平措扎西在印度达兰萨拉逝世。

## 家庭
- 第一任妻子达拉·次仁卓玛是十四世达赖的姐姐。[1]
- 第二任妻子格桑央金曾于2006年至2011年间任流亡政府新闻与外交部噶伦。[1]

## 外部連結
- 平措扎西. . The Potomac Conference - Sino-Tibetan Relations: Prospects for the Future. October 5, 1992  [2019-08-29]. （原始内容存档于2019-10-24）.